# Leysieffer
Leysieffer is een Duitse onderneming die hoogwaardige zoetwaren produceert en verkoopt. Naast de eigen winkels en bistro's die Leysieffer heeft, worden de producten ook verkocht in zo'n 1.400 andere winkels in Duitsland. Het bedrijf heeft in totaal 260 medewerkers.

## Geschiedenis

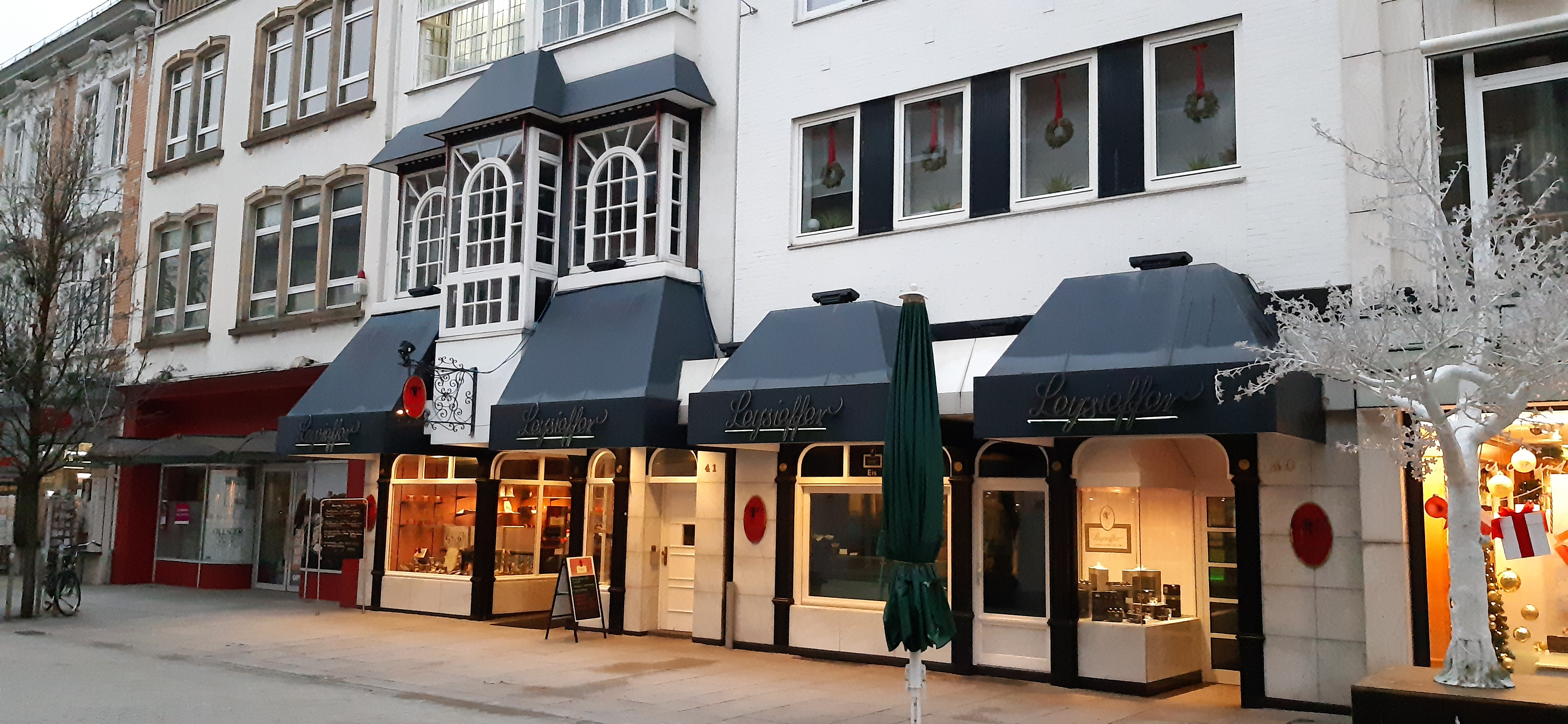
Het stamhuis aan de Krahnstrasse in Osnabrück

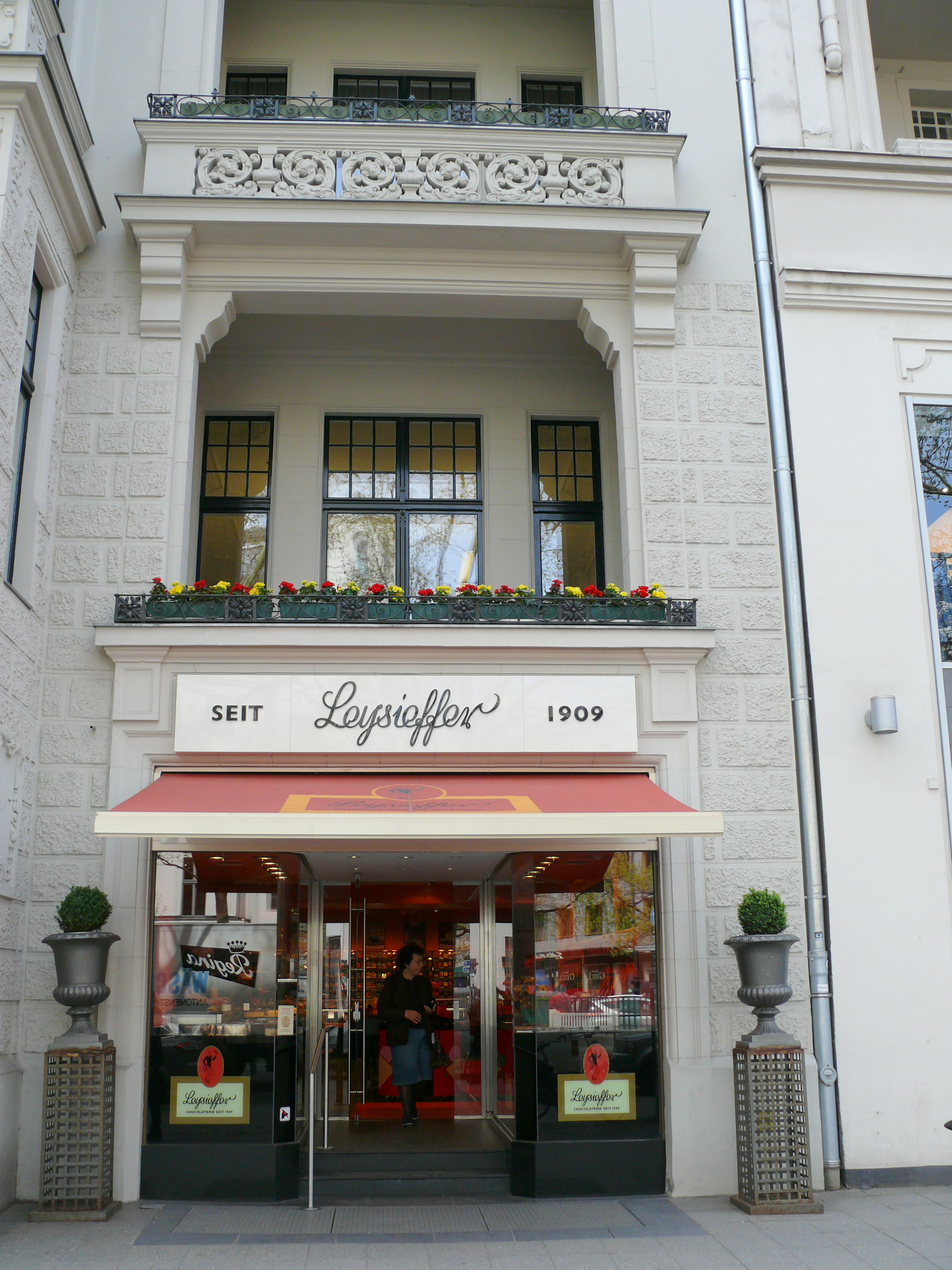
Winkel in Berlijn, Kurfürstendamm

In 1909 opende Ulrich Leysieffer een banketbakkerij aan de Krahnstrasse in Osnabrück. De eigen pralineproductie begon in 1936. In 1944, tijdens de Tweede Wereldoorlog, werd de winkel verwoest. Pas in 1950 werd de winkel heropend door Karl en Ursula Leysieffer. In de periode die volgde werd de productie uitgebreid en expandeerde de onderneming. In 1964 startte men met de verzendhandel. In 1967 kwam Axel Leysieffer, de derde generatie, in het bedrijf. In 1973 verhuisde Leysieffer naar de huidige productiefaciliteit in Osnabrück-Atter.
Tot 2020 werd het familiebedrijf gerund door Jan Leysieffer, de vierde generatie. Het bedrijf verkoopt zijn producten in eigen winkels en bistro's, evenals bij geselecteerde partners (grote warenhuizen en speciaalzaken). Afgezien van een partnerwinkel in Boedapest, is de verkoop beperkt tot Duitsland. Daarnaast worden de producten ook verkocht via een online shop. Leysieffer positioneert zich als een premium merk met hoogwaardige producten die handgemaakt zijn met natuurlijke ingrediënten.
Op 2 april 2019 is bij de rechtbank van Osnabrück een aanvraag ingediend voor een faillissementsprocedure in eigen regie. Bij de sanering werden filialen gesloten (twee in Hamburg en één in Aken en Düsseldorf) en werd het aantal medewerkers verminderd. Tevens werd het assortiment beperkt. Nadat de Amerikaanse investeerder Deel & Winkler het meerderheidsbelang had overgenomen, werd de faillissementsprocedure opgeheven.  Als gevolg van de overname verliet Jan Leysieffer de onderneming als bestuurder. 

## Producten
De door Leysieffer vervaardigde en verkochte producten zijn onder meer pralines, chocolaatjes, cakes, taarten, confitures en marsepein. Het assortiment omvat ook producten zoals koffie en thee en alcoholische dranken (brandewijn, champagne, prosecco en wijn). De producten zijn deels met de hand gemaakt en vers gemaakt en met de hand verpakt.

## Film
- Norddeutsche Dynastien: Leysieffer – Leidenschaft für Schokolade, tv-documentaire van Dagmar Wittmers, Duitsland 2017, 45 minuten, uitgezonden op 16 december 2017 door NDR Fernsehen